# Nicolás Mazzarino
Nicolás Mazzarino (Salto, 21 de octubre de 1975) es un exjugador de baloncesto uruguayo. Con 1,83 m de estatura, su puesto natural en la cancha era el de escolta.

## Trayectoria
Mazzarino aprendió a jugar baloncesto en el club Ferro Carril de Salto. A los 14 años fue reclutado por Hebraica y Macabi, donde más tarde haría su debut profesional. El escolta fue partícipe de la conquista del Campeonato Federal de 1994. 
Hebraica y Macabi se desafilió a fines de 1996, motivo por el cual Mazzarino pasó a Welcome. En ese club experimentaría el éxito, siendo una pieza clave del equipo que triunfó en cuatro ediciones consecutivas del Campeonato Federal. 
En 2001 fue contratado por Boca Juniors de la Liga Nacional de Básquet de Argentina. Allí Mazzarino sólo alcanzó a disputar 11 partidos en los que promedió  11.5 puntos, 2.3 robos y 1.5 asistencias. Al retornar a su país vistió nuevamente la camiseta de Welcome y guio a su equipo hasta la final del Campeonato Federal, donde esa vez cayeron derrotados ante Cordón. 
Mazzarino se incorporó en el Viola Reggio Calabria durante los primeros meses de 2002. Pronto se afianzó en su juego y se ganó la titularidad en el equipo. La prensa italiana lo apodo "Il Cardinale". En la temporada 2004-05 fue designado como capitán de su escuadra. En la temporada siguiente pasó al Cantú, donde también terminaría siendo capitán. Aunque en varias ocasiones su equipo fue protagonista de los torneos en los que jugó, el único logro importante que conquistó Mazzarino con el Cantú fue la Supercopa de Italia de Baloncesto en el año 2012, luego de derrotar al Mens Sana Siena.
Em 2013 regresó a su país, iniciando un exitoso ciclo en Malvín, el cual incluyó la conquista de la Liga Uruguaya de Básquetbol en tres ocasiones. 
Su último año como jugador profesional lo disputó jugando para Peñarol, club del cual es seguidor.

### Clubes
| Club                  | País      | Año         |
| --------------------- | --------- | ----------- |
| Hebraica y Macabi     | Uruguay   | 1991 - 1996 |
| Welcome               | Uruguay   | 1997 - 2001 |
| Boca Juniors          | Argentina | 2001        |
| Welcome               | Uruguay   | 2001 - 2002 |
| Viola Reggio Calabria | Italia    | 2002 - 2005 |
| Pallacanestro Cantú   | Italia    | 2005 - 2013 |
| Malvín                | Uruguay   | 2013 - 2020 |
| Peñarol               | Uruguay   | 2020 - 2021 |

## Selección nacional
Mazzarino jugó durante más de una década y media en la selección de baloncesto de Uruguay. Su debut con el equipo fue en el Campeonato Sudamericano de Baloncesto de 1997, en el cual los uruguayos se quedaron con el título.
Posteriormente integró el plantel que representó a su país en diversos torneos continentales, incluyendo los Juegos Panamericanos de 2007 en los que Uruguay se quedó con la medalla de bronce. 

## Palmarés
Uruguay
- Hebraica y Macabi
  - Campeonato Federal (1): 1994

- Welcome
  - Campeonato Federal (4): 1997, 1998, 1999 y 2000

- Malvín:
  - Liga Uruguaya de Básquetbol (3): 2013-14, 2014-15 y 2017-18.

Italia
- Cantú
  - Supercopa de Italia de Baloncesto (1): 2012